# Bagh-e Babur

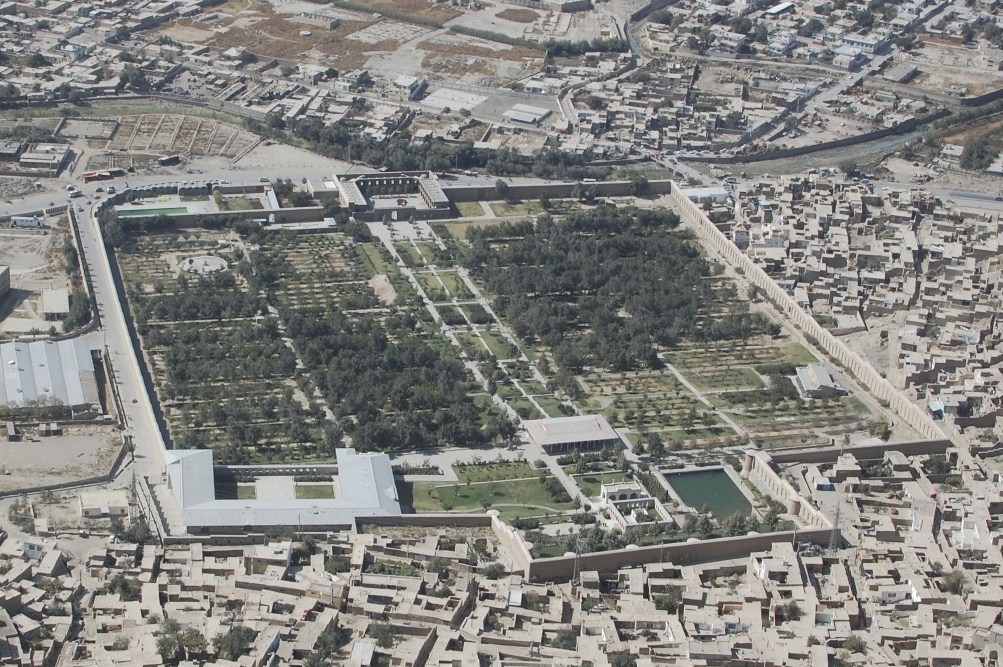
Il Bāgh-e Bābur visto dalla collina di Kabul.

Il giardino di Bābur, Bāgh-e Bābur, in persiano باغ بابر ‎, è un parco storico della città di Kabul, Afghanistan, e luogo di sepoltura del primo Imperatore Moghul, Bābur. Si stima che i giardini siano stati allestiti intorno al 1528 d.C. (935 nel calendario islamico) quando Bābur diede il via alla costruzione di un 'viale giardino' a Kabul. Alcuni frammenti di descrizioni dei giardini stessi sono raccolti nelle memorie personali dell'imperatore, il Bāburnāme.
Fu tradizione consolidata dei regnanti moghul quella di promuovere la creazione di luoghi di svago e ristoro durante il proprio governo e scegliere in seguito il proprio preferito come luogo di sepoltura. Il Bagh-e Bābur continua a godere di prestigio anche sotto i successori dell'imperatore: risulta documentato un pellegrinaggio ai giardini dell'imperatore Jahangir nel 1607, quando ordinò che tutti i giardini della città fossero cintati da mura e che una piattaforma adibita alla preghiera fosse sistemata davanti alla tomba di Bābur, in cima alla quale fece anche sistemare una lapide incisa.
Durante la visita dell'imperatore Shāh Jahān nel 1638, uno schermo in marmo venne fatto erigere intorno al gruppo di tombe, ed una moschea venne costruita sulla terrazza sottostante. Resoconti coevi alla visita del 1638 parlano già di un canale per l'acqua in pietra che correva in mezzo a un doppio filare di alberi al di sotto della moschea, intervallato da piscine.

## Storia
Bābur manifestò a lungo, sin da quando era riuscito a divenire imperatore, la volontà di essere sepolto in un luogo degno della sua grandezza: di conseguenza pare che sia stato il monarca stesso a scegliere come proprio luogo di sepoltura il Bagh-e Babur. Un articolo scritto dall'Aga Khan Historic Cities Programme, descrive lo schermo marmoreo fatto costruire nel 1638 dall'imperatore Shah Jahan, sul quale campeggia questa iscrizione: "solo questa moschea della bellezza, questo tempio della nobiltà, costruito per la preghiera dei santi e l'epifania dei cherubini, è così adatta a stare in un tale venerabile santuario come questo viale degli arcangeli, questo teatro del paradiso, il giardino di luce del re angelo rimesso a dio le cui spoglie sono in questo giardino del paradiso, Ẓahīruddīn Muḥammad Bābur il Conquistatore".
Sebbene l'aggiunta di schermi ad opera di Shah Jahan contenesse riferimenti a Bābur, Salome Zajadacz-Hastenrath, nel suo articolo “A Note on Babur's Lost Funerary and Enclosure at Kabul” suggerisce che sia stata proprio l'opera di Shah Jahan a trasformare il Bagh-e Bābur in un cimitero. Sostiene infatti che una moschea venne costruita sulla tredicesima terrazza, la terrazza più vicina alla Mecca; la terrazza successiva, la quattordicesima, sarebbe stata destinata ad ospitare il recinto funerario che contenente la tomba di Bābur e di alcuni dei suoi parenti maschi. Questa trasformazione nel senso di un vero e proprio mausoleo, con una recinzione intorno alla tomba di Babur, tende a sottolineare il prestigio raggiunto da tale imperatore. Cintandone la tomba, Shāh Jahān separò anche dopo la morte il re da tutti gli altri.

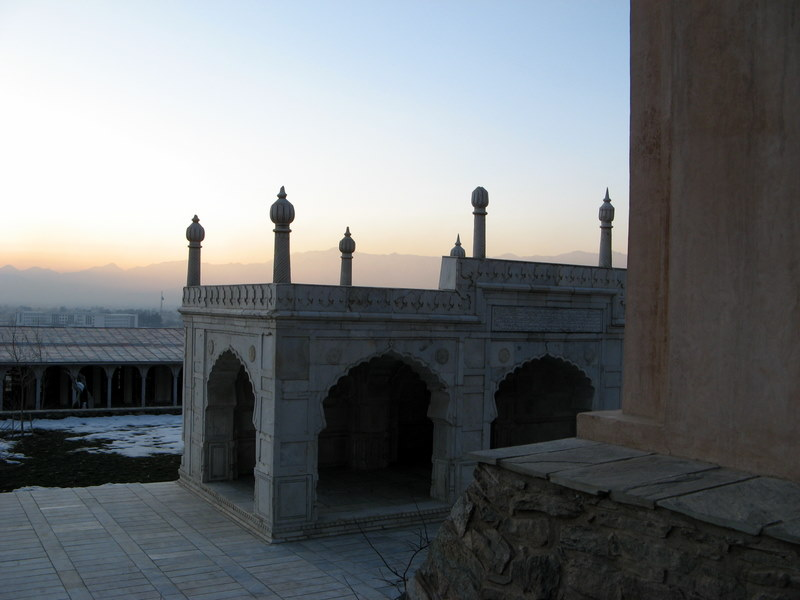
La moschea bianca.

L'unico accenno al progetto è racchiuso in uno schizzo ed una breve descrizione ad opera di Charles Masson - un soldato britannico - risalenti al 1832, anno in cui la tomba fu distrutta da un terremoto. Nella descrizione della tomba ne tesseva le lodi: "sebbene - ovviamente - in cattivo stato di conservazione, essa presenta una grande manualità nella lavorazione della pietra: alte mura con sontuoso lavoro di jali e decorazione in rilievo". Masson descrisse inoltre la tomba come accompagnata da numerosi monumenti di natura simile, commemorativi dei suoi (di Babur) parenti, circondati da un recinto di marmo bianco, curiosamente ed elegantemente intagliato... Nessuna persona ha supervisionato su queste ed è stata presa una grande libertà con le pietre utilizzate nelle mura di recinzione.. Ovviamente, i disegni e le descrizioni di Masson ci forniscono solamente il punto di vista della sua epoca su quanto potesse sembrare stravagante la tomba.
Bagh-e Babur è cambiato drasticamente dall'epoca moghul ad oggi. Durante il corso degli anni influenze esterne hanno ridefinito l'uso del sito. Ad esempio, l'Aga Khan Historic Cities Programme descrive come, a partire dal 1880, Abdur Rahman Khan abbia costruito all'interno dei giardini un padiglione ed una residenza per la moglie, Bibi Halima. Nel 1933, lo spazio fu convertito in un luogo di pubblico svago con piscine e fontane, divenendo una delle principali attrazioni urbane. Una moderna serra e una piscina furono infine aggiunte nel 1980. Sebbene la recinzione della tomba di Babur non sia più presente, Bāgh-e Bābur rimane uno dei siti di interesse storico più importanti della città di Kabul.
Tra il 1970 e il 1972 l'architetto paesaggista Maria Teresa Parpagliolo effettuò una serie di rilievi del giardino al fine di comprendere la sua struttura originaria, sia relativamente la posizione delle vasche d'acqua e altri manufatti di organizzazione dei percorsi, che della composizione arborea.
Durante gli anni più recenti, sono stati intrapresi alcuni tentativi di ricostruire la città di Kabul e la tomba di Bābur. Zahra Breshna, un architetto del Department for Preservation & Rehabilitation of Afghanistan's Urban Heritage, sostiene che "sarebbero da enfatizzare principalmente lo sviluppo ed il rafforzamento degli aspetti locali e tradizionali in parte dimenticati, piuttosto che collocare questi all'interno del contesto globale contemporaneo. L'obiettivo è di preservare la tradizione senza ostacolare lo sviluppo di moderne istituzioni dal punto di vista sociale, ecologico ed economico".. I pianificatori hanno inoltre discusso a lungo sull'importanza di un 'revival dell'identità culturale nello sviluppo della città: tali idee sembrano essere in accordo con i progetti dell'Aga Khan.
Il piano esposto dall'Aga Khan spinge per la ricostruzione del Bāgh-e Bābur e fa perno su alcuni elementi chiave: la ricostruzione delle mura perimetrali, il ripristino della moschea di Shāh Jahān ed il restauro del recinto della tomba di Babur sono tutti importanti ingredienti del restauro dei giardini e del precedentemente citato revival dell'identità culturale. Le mura perimetrali, comuni in tutte le città islamiche, provvederebbero alla recinzione dell'area..
La proposta principale è comunque quella inerente al restauro della tomba di Bābur: la ricostruzione del giardino ed il ripristino di un elemento storico così importante è visto all'interno di questo contesto anche come la possibilità di restituire un motivo di orgoglio e unità alla cittadinanza.

### Restauri del XXI secolo

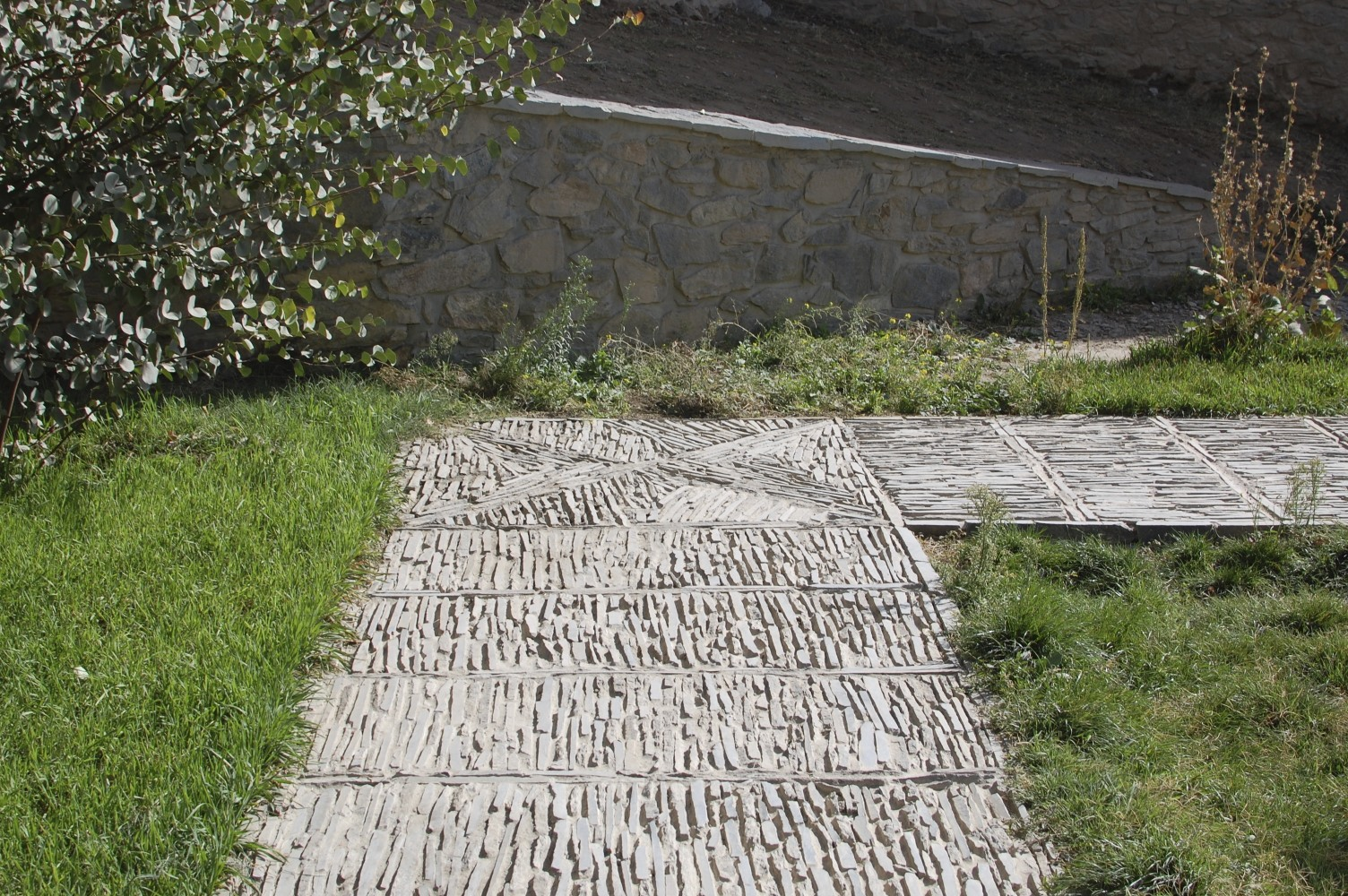
Il sentiero circostante i giardini

Seguendo tale piano di recupero, è stato eseguito un dettagliato rilievo delle mura perimetrali del giardino, parte delle quali si pensa siano riconducibili al tardo XIX secolo. Queste sono costituite da mattoni fatti a mano ed essiccati al sole su fondazioni in pietra, tecnica ancora oggi largamente utilizzata in Afghanistan nelle costruzioni rurali. Dopo un'attenta documentazioni, le porzioni danneggiate o mancanti delle mura sono state riparate o ricostruite tra il 2002 ed il 2004, periodo durante il quale la manodopera specializzata e generica ha fornito quasi 100.000 giornate di lavoro.
Al fine di garantire un appropriato livello di accuratezza nel lavoro di conservazione e restauro, una vasta gamma di documenti è stata consultata e catalogata: oltre agli specifici riferimenti al Bāgh-e Bābur stesso, sono stati studiati coevi documenti riguardanti la distribuzione dell'acqua e la scelta delle tipologie di alberi. È stata inoltre preziosa la consulenza di studiosi che avevano in precedenza curato lo studio e il restauro di ulteriori giardini moghul nella regione.
Dal 2003 l'attenzione si è concentrata sulla moschea in marmo bianco, fatta costruire da Shāh Jahān nel 1675 per festeggiare la conquista di Balkh, sul ripristino del recinto della tomba di Bābur, sul recupero del padiglione nei giardini risalente ai primi anni del XX secolo e sulla ricostruzione del complesso dell'haremserai, o Palazzo della regina. Inoltre, si è proceduto alla costruzione di un nuovo caravanserraglio, ricreato sulle orme di un edificio preesistente situato alla base del giardino, laddove son stati preservati anche i resti di una porta fatta erigere da Shāh Jahān. All'esterno dei confini del giardino è stata pure creata una piscina.
Investimenti significativi sono inoltre stati fatti nei confronti dell'ambiente naturale del giardino, grazie anche ai già citati studi su documenti d'archivio inerenti alla natura storica del paesaggio ed il confronto con le necessità dei visitatori contemporanei. È stato installato un sistema di irrigazione e diverse migliaia di alberi sono stati piantati: tra questi si contano platani, cipressi, biancospini, ciliegi selvatici ed altri alberi da frutto e da ombra. Basandosi sui risultati degli scavi archeologici, sono state ristabilite la relazione tra le tredici terrazze e la complessa rete di camminamenti e scalinate.
Dagli inizi del 2008 il giardino è gestito dal Bāgh-e Bābur Trust e conta un costante aumento del numero annuo di visitatori, superiore alle 300.000 unità.

## Galleria d'immagini

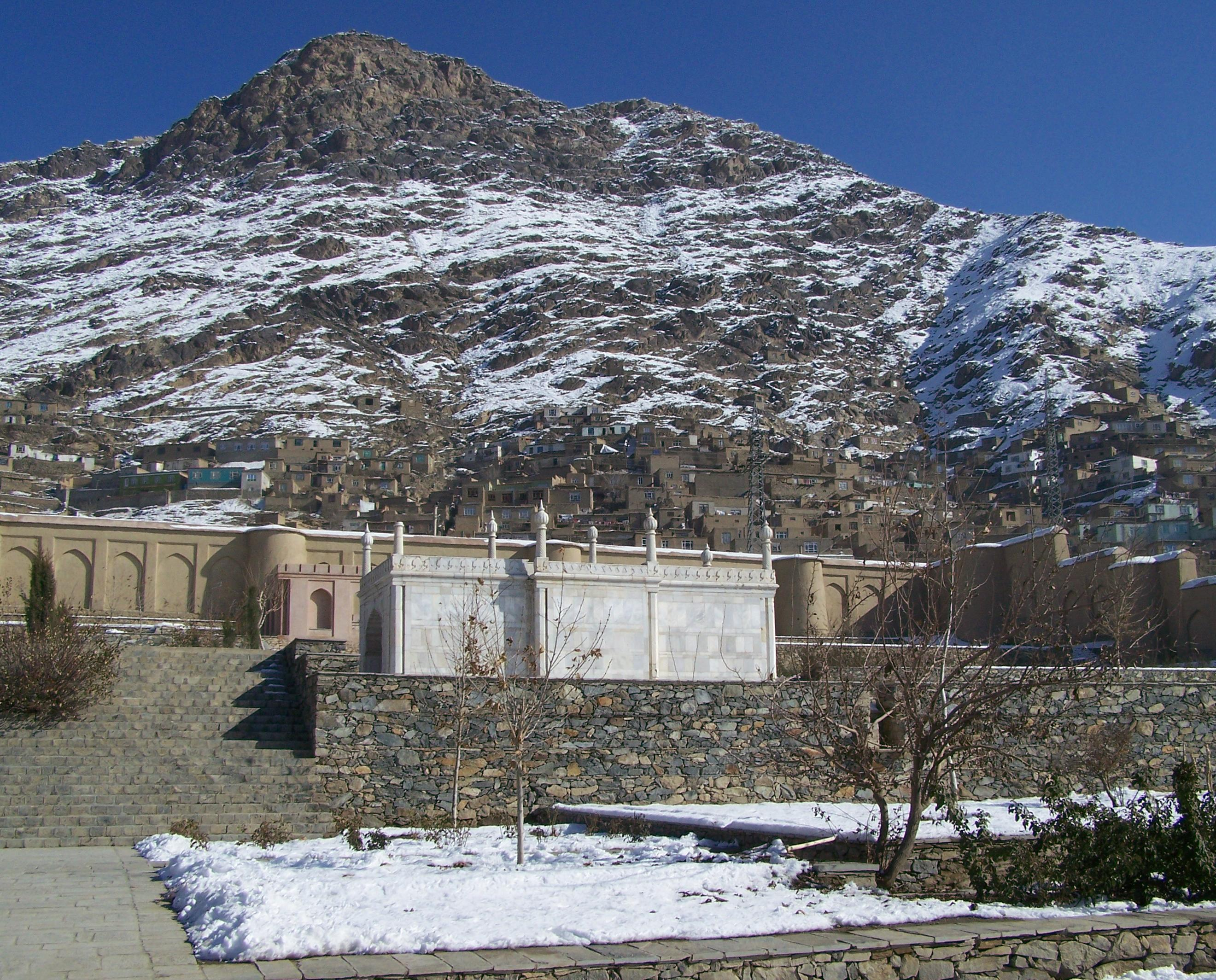
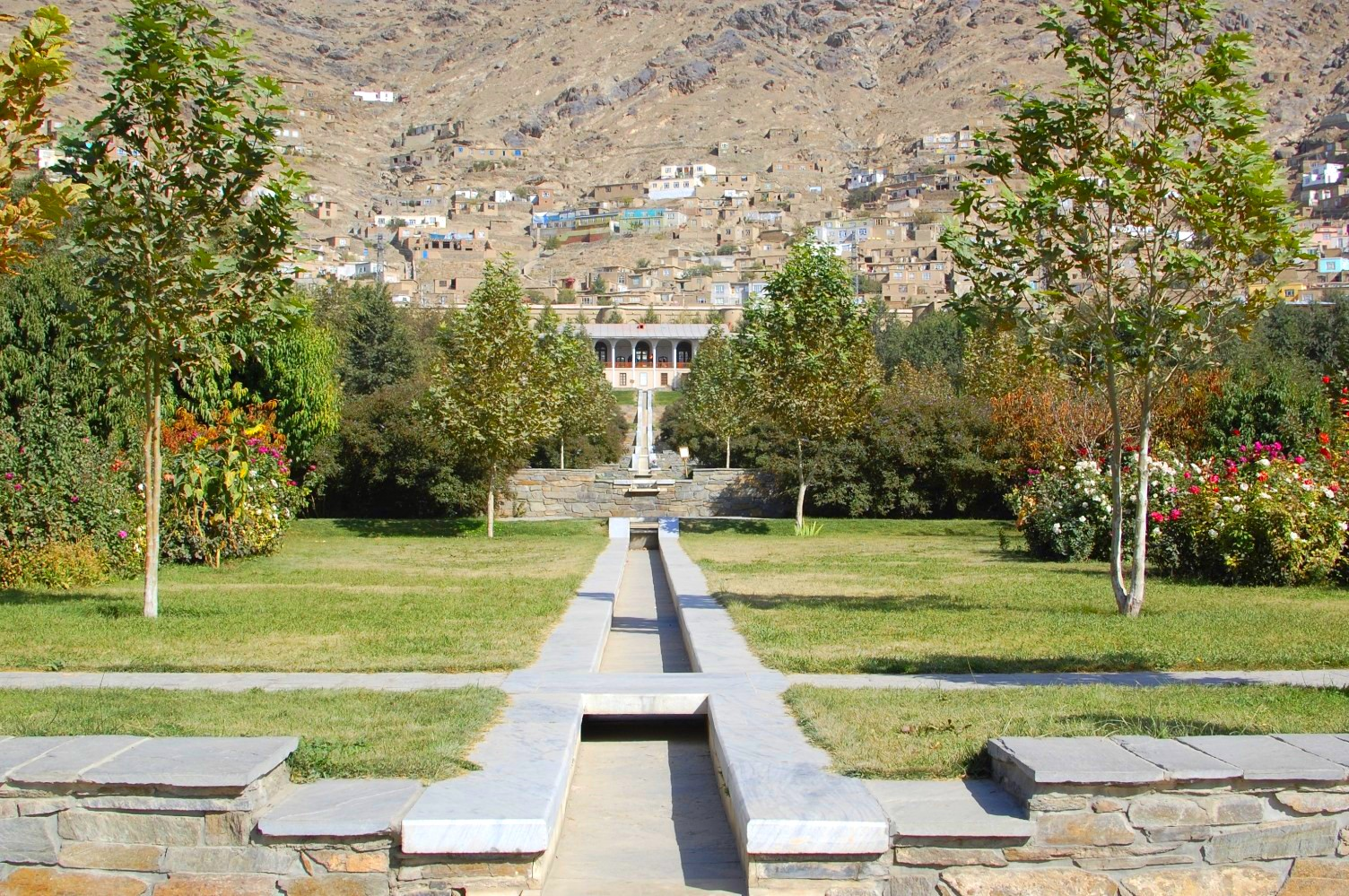
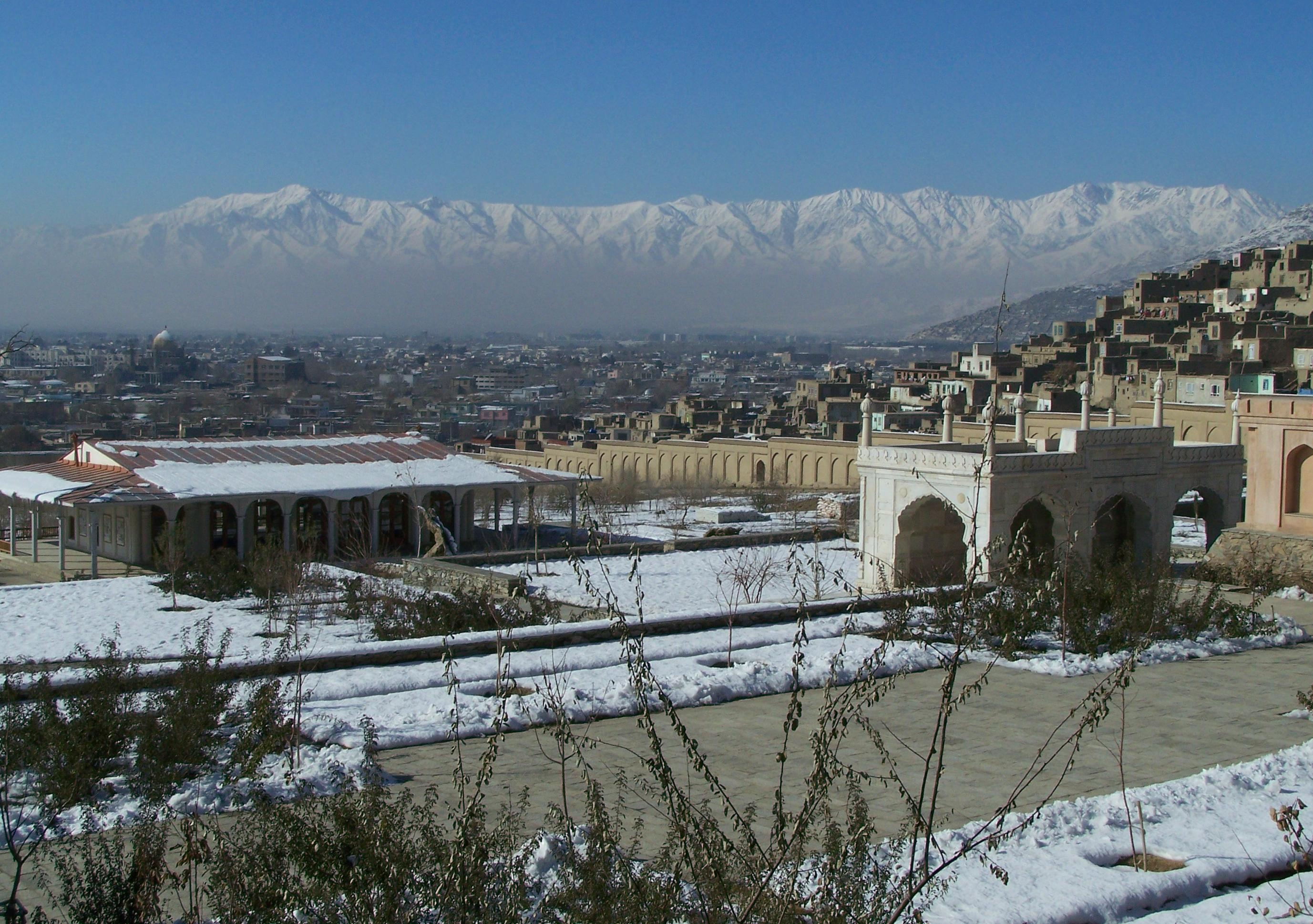
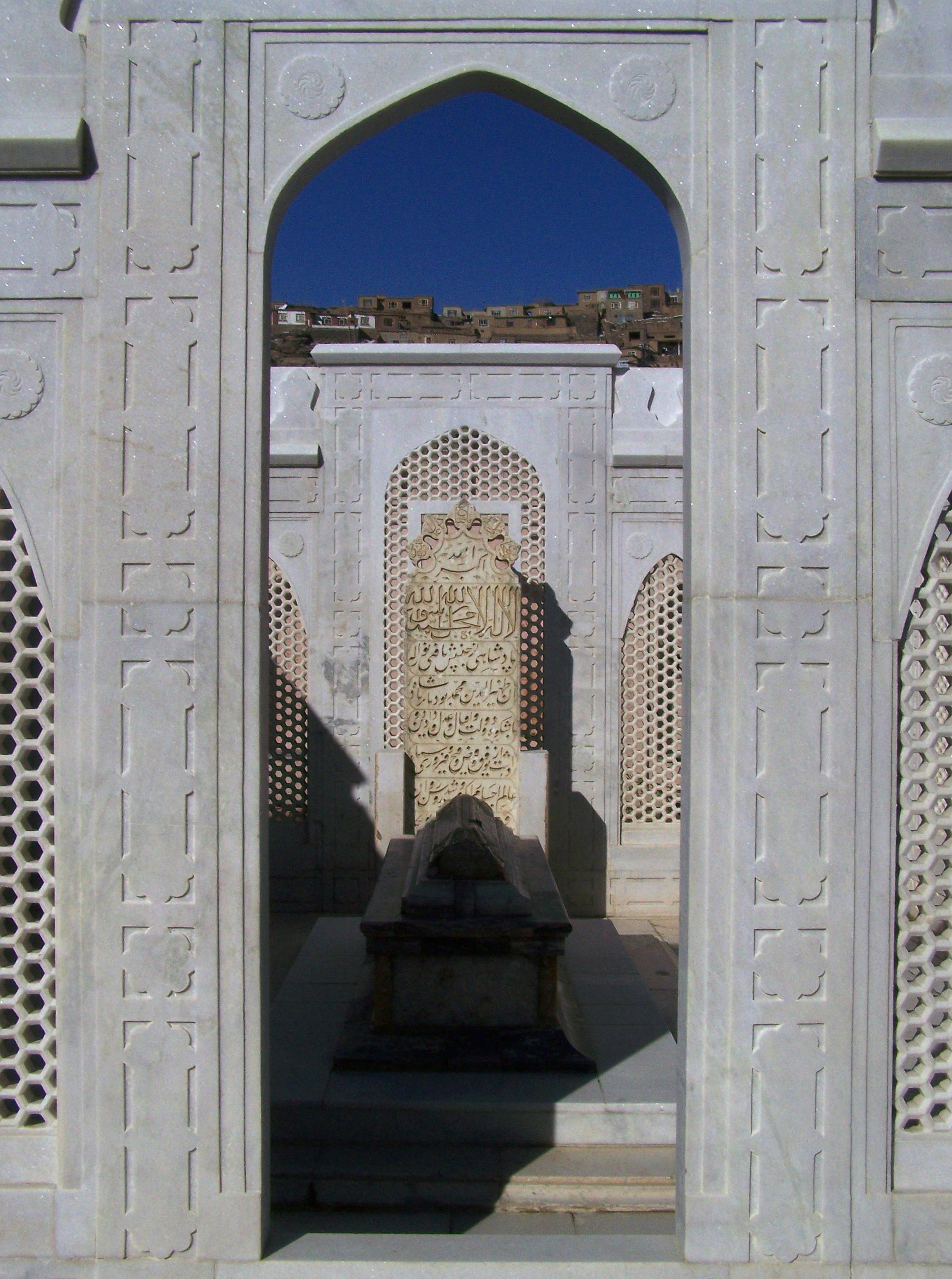
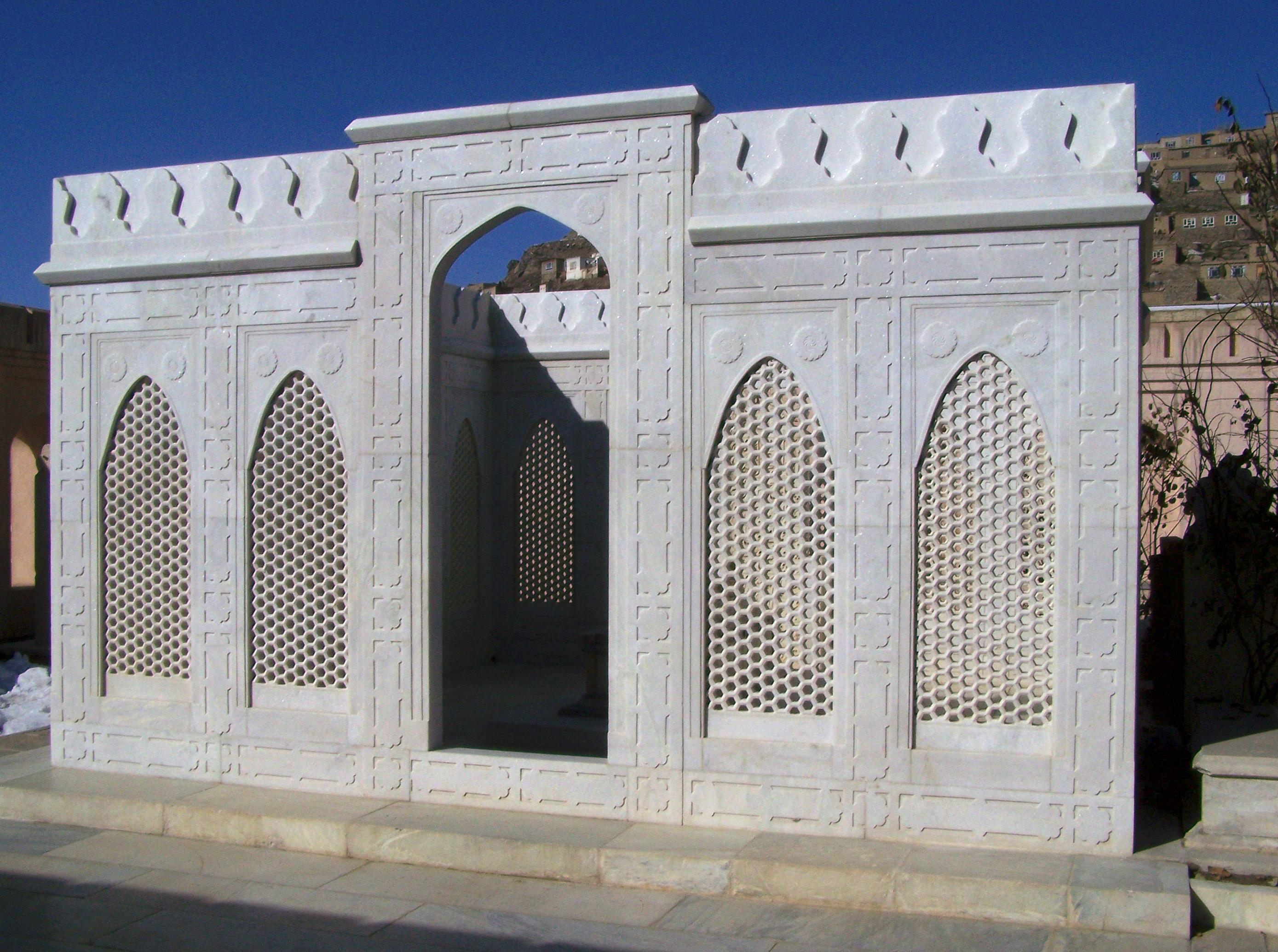
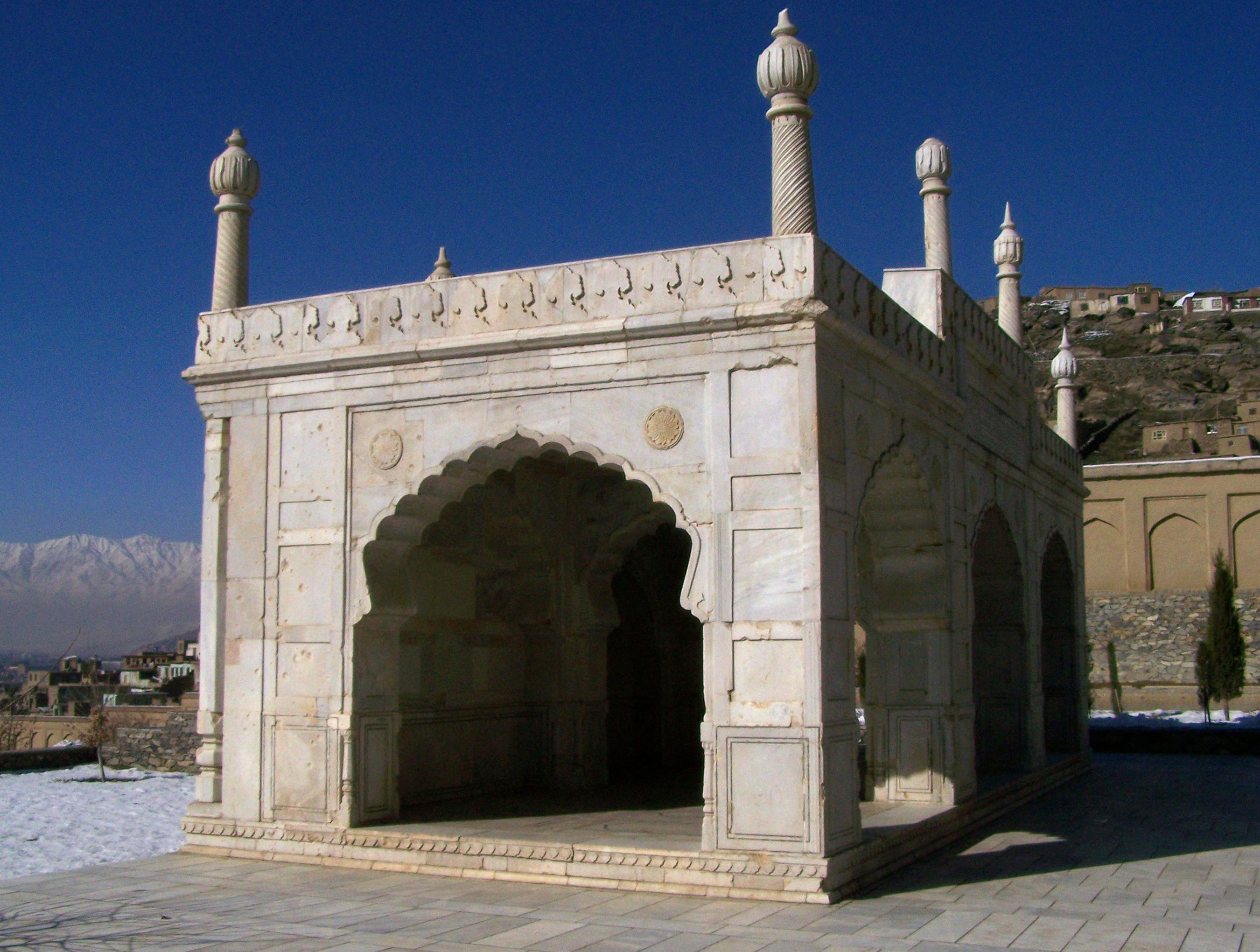